# Rugby Viadana 2004-2005
Nella stagione regolare 2004-05 l'Arix Viadana si classifica al 2º posto, venendo eliminato, come l'anno precedente, dal Calvisano nelle semifinali play-off coi punteggi di 9-16 e 13-13. In Coppa Italia, approda in semifinale dopo essersi qualificata come prima nel girone B, dove supera per 29-13 L’Aquila per poi cedere, nuovamente, anche se di misura, 24-28 al Benetton nella finale di Jesolo. Una stagione sportiva praticamente analoga a quella 2003-04, fuorché per il raggiungimento degli ottavi di finale di European Challenge Cup con lo scalpo del Valladolid nel turno preliminare, per poi essere eliminata dopo il doppio confronto con l'Agen, terminato coi punteggio di 15-23 e 22-17.

## Super 10 2004-05

### Stagione regolare
| Incontro                  | Andata | Ritorno |
| ------------------------- | ------ | ------- |
| Amatori Catania — Viadana | 18-38  | 20-34   |
| Viadana — Petrarca        | 42-8   | 17-39   |
| Calvisano — Viadana       | 22-17  | 6-26    |
| Viadana — GRAN Parma      | 29-29  | 25-12   |
| Viadana — Rovigo          | 54-30  | 21-20   |
| L’Aquila — Viadana        | 18-17  | 20-47   |
| Viadana — Leonessa        | 42-27  | 42-9    |
| Parma — Viadana           | 12-23  | 21-34   |
| Viadana — Benetton        | 29-21  | 21-19   |

#### Risultati della stagione regolare
| Posizione | G  | V  | N | P | PF  | PS  | DP   | B  | Pt |
| --------- | -- | -- | - | - | --- | --- | ---- | -- | -- |
| 2ª        | 18 | 14 | 1 | 3 | 558 | 351 | +207 | 11 | 69 |

### Fase finale
| Turno | Incontro            | Andata | Ritorno |
| ----- | ------------------- | ------ | ------- |
| SF    | Calvisano — Viadana | 16-9   | 13-13   |

## Coppa Italia 2004-05

### Prima fase

#### Girone B
| Incontro                  | Risultato |
| ------------------------- | --------- |
| Viadana — GRAN Parma      | 58-12     |
| Calvisano — Viadana       | 24-25     |
| Viadana — Petrarca        | 61-36     |
| Amatori Catania — Viadana | 7-39      |

#### Risultati del girone B
| Posizione | G | V | N | P | PF  | PS | DP   | B | Pt |
| --------- | - | - | - | - | --- | -- | ---- | - | -- |
| 1ª        | 4 | 4 | 0 | 0 | 183 | 79 | +104 | 4 | 20 |

### Fase finale
| Turno | Incontro           | Risultato |
| ----- | ------------------ | --------- |
| SF    | Viadana — L’Aquila | 29-13     |
| F     | Benetton — Viadana | 28-24     |

## European Challenge Cup 2004-05
| Turno | Incontro             | Andata | Ritorno |
| ----- | -------------------- | ------ | ------- |
| TP    | Valladolid — Viadana | 3-88   | 7-59    |
| OF    | Agen — Viadana       | 23-15  | 17-22   |

## Verdetti
- Viadana qualificato alla European Challenge Cup 2005-2006.